# Haller István (újságíró)
Haller István (Mezőpetri, 1880. november 18. – Budapest, 1964. február 5.) újságíró, keresztényszocialista politikus, miniszter.

## Életpályája
Négy évig a szatmári papnevelő intézet növendéke volt, majd onnan kilépvén újságíró lett. 1905-ben az Igaz Szó keresztényszocialista lapot, majd 1909-től az Új Lap című napilapot szerkesztette. 1908-tól 1918-ig a Katolikus Népszövetség főtitkára volt. A magyar Tanácsköztársaság bukása után több ellenforradalmi kormányban vállalt miniszteri pozíciót: a Friedrich-kormánynak 1919. augusztus 15-étől 1919. november 24-éig propagandaügyi minisztere, majd a Huszár-, Simonyi-Semadam- és a Teleki-kormányban 1919. november 24. és  1920. december 16. között vallás-és közoktatásügyi miniszter volt. Haller készítette elő és terjesztette be a nemzetgyűléshez a numerus claususról és a közgazdasági egyetemi kar létrehozásáról szóló törvényjavaslatot. Négy évről hatra emelte a tanítóképzők tanulmányi idejét. Kiadatta az új középiskolai rendtartásról és felvételi vizsgákról szóló rendeletet. 1920-ban a Keresztény Nemzeti Egyesülés Pártja elnöke lett. Az 1931-es második képviselőházi választásokon azonban már nem jutott képviselői mandátumhoz. Utána közgazdasági tevékenységet folytatott. Amikor 1945-ben letartóztatták, textilkereskedő volt.

## Főbb művei
- Harc a numerus clausus körül (Bp., 1926);
- Katolikus egyházi vagyon és protestáns államsegély… (Bp., 1927).